# Fond Figues River
Fond Figues River är ett vattendrag i Dominica.   Det ligger i parishen Saint David, i den södra delen av landet, 14 km nordost om huvudstaden Roseau. Fond Figues River ligger på ön Dominica.